# Saint-Pierre (Marne)
Saint-Pierre település Franciaországban, Marne megyében. Lakosainak száma 300 fő (2022. január 1.). Saint-Pierre Champigneul-Champagne, Matougues, Thibie és Villers-le-Château községekkel határos.

## Népesség
A település népessége az elmúlt években az alábbi módon változott:
| Lakosok száma | 150  | 182  | 203  | 276  | 286  | 289  | 301  | 307  | 308  | 300  |
|               | 1968 | 1982 | 1990 | 2006 | 2013 | 2015 | 2017 | 2019 | 2020 | 2022 |